# 카탈루냐 미술관

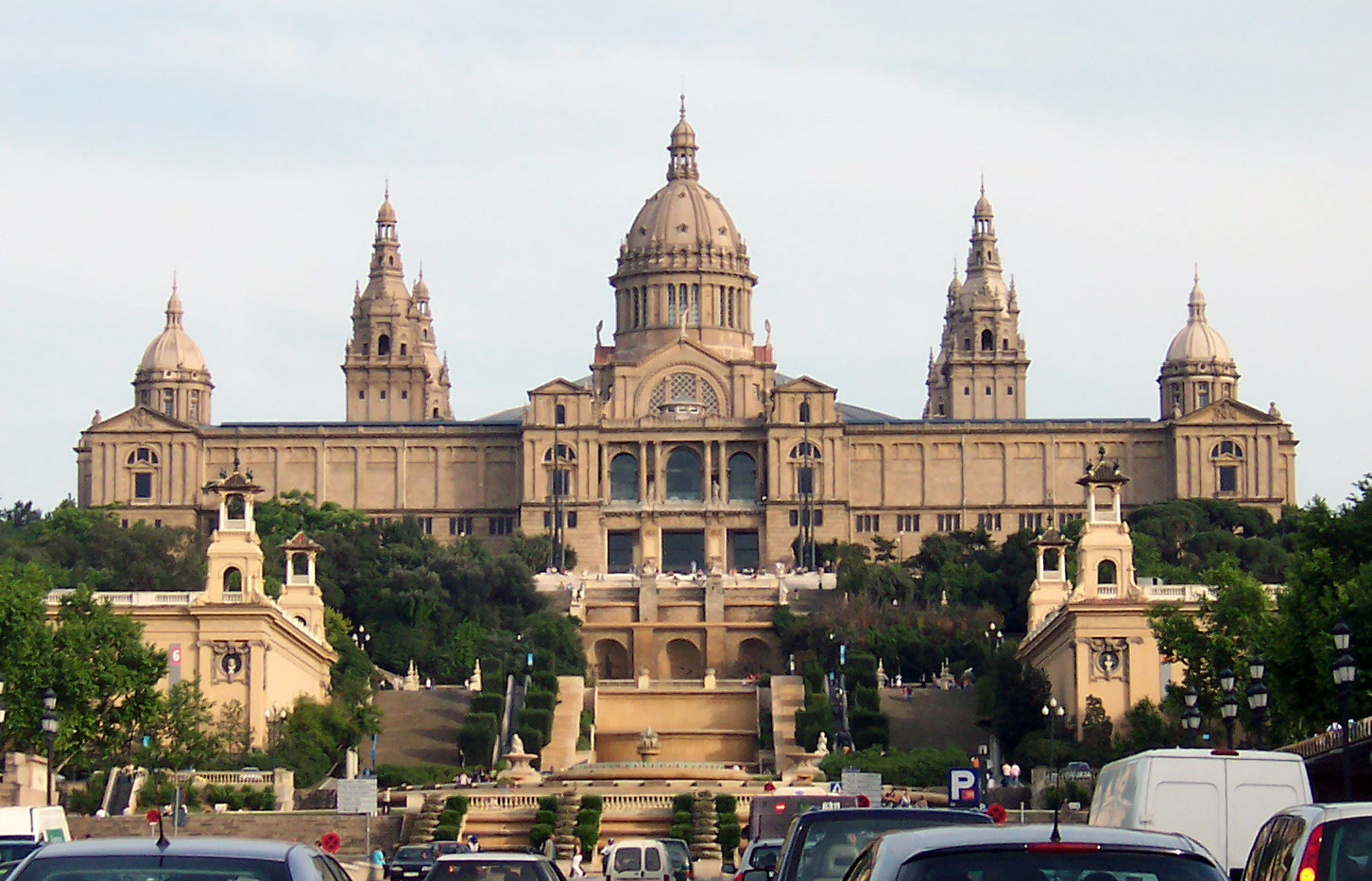
카탈루냐 미술관

카탈루냐 미술관(카탈루냐어: Museu Nacional d'Art de Catalunya, 약칭: MNAC)은 1934년에 설립된 카탈루냐 지방 바르셀로나에 위치한 미술관이다.

## 같이 보기
- 가장 큰 미술관 목록